# Пукапука (атолл)
Пукапука (англ. Pukapuka, пукапука Te Ulu o te Watu) — атолл в Тихом океане, в составе Северной группы островов Кука, в 1150 км к северо-западу от Раротонги и в 630 км к северо-востоку от Самоа.

## География

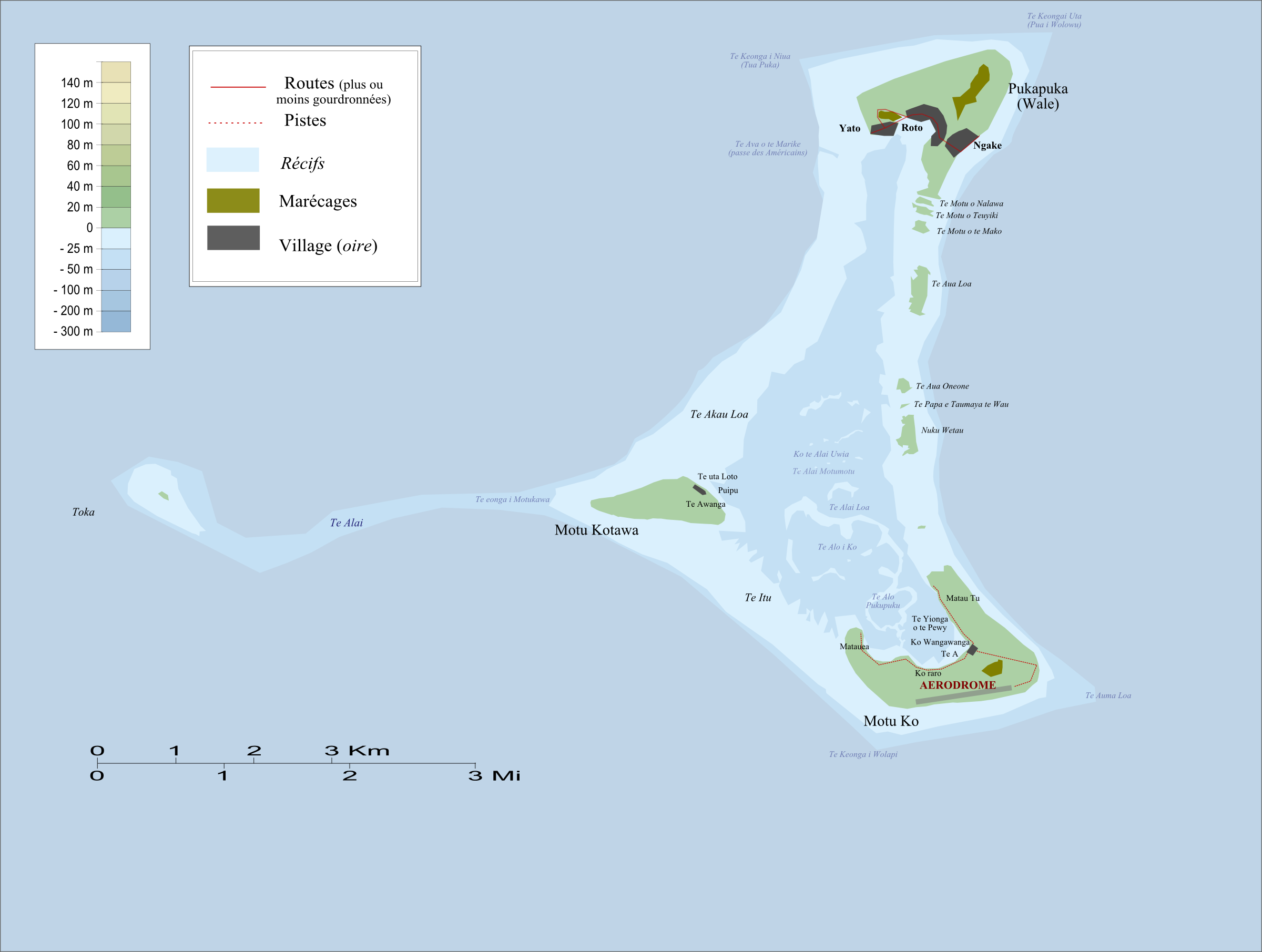
Карта атолла Пукапука

Пукапука расположен в южной части Тихого океана. Ближайшими островами являются расположенные в 83 и 383 км на юго-восток атоллы Нассау и Суворова. Пукапука имеет очертания, схожие по форме с чем-то средним между буквами «Т» и «Y», и состоит из нескольких мелких и трёх более крупных островков: моту Пукапука (или Вале), Моту Ко и Моту Котава (или Моту Кавата). На моту Пукапука расположены все три деревни (Ято, Нгаке и Рото) атолла, на Моту Ко — хорошо оборудованная взлётно-посадочная полоса, а на Моту Котава — католическая церковь. От Моту Котава тянется риф Те Алаи, который соединяет основной атолл с небольшим рифом Тока. Общая площадь поверхности суши составляет 1,3 км², площадь атолла включая лагуну — 4,3 км².
Почвы на Пукапука очень бедные — коралловый песок и галька с небольшим количеством гумуса. Население выращивает кокосы, бананы, таро и папайю. Лагуна атолла имеет окружность около 8 км при максимальной ширине 3—5 км и глубинах до 60 м. Лагуна бедна рыбой и перламутровыми раковинами.
25 февраля 2005 года в результате сильного циклона на острове было разрушено 90 % домов. На восстановительные работы было затрачено 3 года.

## История
Остров Пукапука был заселён более 2000 лет назад. Археологические раскопки позволили найти кости крупной собаки (по размерам близкой к австралийской собаке динго), датируемые 300 годом до н. э., самые ранние человеческие останки датируются 400 годом н. э. Не известно, постоянно ли в то время Пукапука был обитаем, однако примерно в 1300 году остров был окончательно заселён западными полинезийцами. Полинезийское название острова происходит от дерева пука (лат. Meryta sinclairii), которое широко распространено на атолле.
Первым европейцем, посетившим остров стал испанский капитан Альваро Менданья де Нейра. Он увидел остров в день святого Бернардо 20 августа 1595 года и назвал его Сан-Бернардо. 21 июня 1765 года английский капитан Джон Байрон назвал его Дейнджер, после того как отказался от попытки высадиться на нём из-за окружающего остров кораллового рифа. В 1892 году над островом был установлен английский протекторат, а в 1901 году он был включён в состав новозеландского владения Острова Кука. До 1980 года США предъявляли претензии на остров Пукапука, стремясь включить его в состав Американского Самоа.
С 1924 по 1940 год на острове жил и работал американский писатель Роберт Дин Фрисби. Основной темой его произведений являются путешествия по Полинезии. В 2004 году на острове побывала писательница Памела Стефенсон, позже дав описание острова в своей книге «Острова сокровищ» (англ. Treasure islands).

## Население
Пукапука имеет свой местный язык, что позволяет рассматривать островитян как отдельный западно-полинезийский этнос. Лингвистически население Пукапука ближе к жителям Самоа и Токелау, чем к обитателям остальных островов архипелага. В местном языке прослеживается также некоторое восточно-полинезийское влияние. Письменной формы языка не существует однако ведутся работы по переводу Библии на него.
На основании местной легенды считается, что всё население Пукапука является потомками примерно 14 островитян, переживших разрушительный шторм около 500 лет назад.
Жители каждой из трёх деревень острова совместно занимаются сельским хозяйством, образуя небольшие коммуны, которым принадлежит земля. Часть земли находится в индивидуальной собственности и передаётся по наследству. Деревенские власти устанавливают порядок обработки земли и ловли рыбы. Полученные продукты равными долями распределяются между жителями. Вожди получают дополнительное количество продуктов. Деньги, получаемые от продажи копры, делятся поровну между жителями деревни.
В 1950 году соседний атолл Нассау был выкуплен у новозеландских властей жителями Пукапука в коллективную собственность. В 2001 году Нассау был населён 72 выходцами с Пукапука.
По переписи 2011 года население острова составляет 451 человек. Детская доля до 15-и лет составляет 190 человек от общего числа островитян, число взрослого населения 15-50 лет — 185 человек. Количество жителей старше 50 лет составляет 76 человек.

## Транспорт
Авиарейсы на Раротонгу осуществляются нерегулярно, примерно раз в полтора месяца в зависимости от погодных условий и наличия топлива. Полёт занимает около 4 часов. Водное сообщение поддерживается с Раротонгой, Самоа и Нассау.

## Спорт
На атолле есть стадион — Niua Ya O Mataliki Stadium, — на котором местные жители занимаются футболом, борьбой, волейболом, теннисом и другими видами спорта, а также собственным видом крикета — кирикити.